# 核なき世界〜オバマ・クラシック2
『核なき世界〜オバマ・クラシック2』（かくなきせかい オバマ・クラシック2）は、avex-CLASSICSより2009年12月9日に発売されたクラシックアルバム。前作につづく第2弾となるアルバムで、バラク・オバマが2009年にノーベル平和賞を受賞したことや、11月14日（当初の予定では13日）に初来日を果たしたことを記念してリリースが決まった。
演奏にはシエナ・ウインド・オーケストラ、チェコ・フィルハーモニー管弦楽団、兵庫芸術文化センター管弦楽団、オーケストラ・アンサンブル金沢が参加しており、指揮には前回の佐渡裕、金聖響に加えて下野竜也、本名徹次なども参加した。

## 収録曲
1. 核なき世界 〜 市民のためのファンファーレ（コープランド）
2. オバマ・コール 〜《英雄の生涯》より「英雄」（R.シュトラウス）
3. アメリカの再生 ＋ アダージェット（マーラー）［大統領就任演説より］
4. 希望と美徳 ＋ アンダンテ・フェスティーヴォ（シベリウス）［大統領就任演説より］
5. プラハの皆さん 〜 モルダウ（スメタナ）［プラハ「核なき世界」演説より］
6. サメトヴァー・レボルーツェ（ビロード革命）＋ G線上のアリア（バッハ）［プラハ「核なき世界」演説より］
7. 核兵器の存在 〜 弦楽のためのアダージョ（バーバー）［プラハ「核なき世界」演説より］
8. 核なき世界 ＋ アンダンテ・カンタービレ（チャイコフスキー）［プラハ「核なき世界」演説より］
9. 平和と進歩 ＋《マ・メール・ロワ》より「妖精の園」（ラヴェル）［プラハ「核なき世界」演説より］